# キラル国際研究拠点
キラル国際研究拠点（キラルこくさいけんきゅうきょてん、英称：Chirality Research Center、略称：CResCent、略称読み方：クレッセント）は、電気・磁気・弾性をchirality研究の基本要素ととらえることで化学研究と物理研究のディシプリンを統合し、物質科学の新たな研究分野を創出することを目的とし組織された研究組織である。
| キラル国際研究拠点 | キラル国際研究拠点                      |
| ------------------ | --------------------------------------- |
| 正式名称           | キラル国際研究拠点                      |
| 英語名称           | Chirality Research Center               |
| 略称               | CResCent                                |
| 所在地             | 日本〒739-8526 広島県東広島市鏡山1-3-1  |
| 拠点長             | 井上克也                                |
| 設立年月日         | 2014年3月（2013（平成25）年度）         |
| 公式サイト         | https://kotai.hiroshima-u.ac.jp/chiral/ |
| テンプレートを表示 |                                         |

## 沿革
2014年3月：広島大学が文部科学省の平成25年度「研究大学強化促進事業」に22機関の1つとして研究大学に選定され、世界トップクラスの研究大学として国際展開力・発信力をさらに強化していくことを目的として、キラル物性研究拠点がインキュベーション拠点（第1期）に選出された。
2015年05月13日：広島大学キラル物性研究拠点を中心とした研究者グループ「スピンキラリティを軸にした先端材料コンソーシアム」は、平成27年度日本学術振興会（JSPS）の研究拠点形成事業（Core-to-Core Program）先端拠点形成型の採択を受けた。日本・イギリス・ロシアなど6カ国、149人の研究者が連携し、キラル磁気構造の制御、合成法の確立、応用までの研究を世界的に推進。革新的新材料の開発を目指し、次世代を担う若手研究者の育成も図る。
2017年05月01日：キラル物性研究拠点が広島大学インキュベーション研究拠点から自立研究拠点に昇格し、その機会に拠点名称をキラル国際研究拠点 Chirality Research Center (CResCent) に変更された。
2022年10月13日：キラル国際研究拠点 Chirality Research Center (CResCent) の成果をベースに、広島大学「持続可能性に寄与するキラルノット超物質拠点」が文部科学省の令和４(2022)年度 世界トップレベル研究拠点プログラム（WPI）に採択された。

## 組織
拠点リーダー
- 井上克也（広島大学，先進理工系科学研究科）

広島大学　学内メンバー
- 梅尾和則（自然科学研究支援開発センター）
- 岡芳美（SKCM2-WPI）
- 荻田典夫（先進理工系科学研究科）
- 鬼丸孝博（先進理工系科学研究科）
- 木村昭夫（先進理工系科学研究科）
- 小鳥居祐香（先進理工系科学研究科）
- 志垣賢太（先進理工系科学研究科）
- 鈴木孝至（先進理工系科学研究科）
- 志垣賢太（先進理工系科学研究科）
- 楯真一（先進理工系科学研究科）
- 西原禎文（先進理工系科学研究科）
- 灰野岳晴（先進理工系科学研究科）
- 松村武（先進理工系科学研究科）
- Alex Bogdanov（先進理工系科学研究科／IFW Dresden）
- Leonov Andrey（先進理工系科学研究科）
- Goulven Cosquer（SKCM2-WPI）
- Ivan I. Smalyukh（SKCM2-WPI／コロラド大学ボルダー校）

学外メンバー
- 有馬孝尚（東京大学）
- 大原繁男（名古屋工業大学）
- 小形正男（東京大学）
- 加藤雄介（東京大学）
- 岸根順一郎（放送大学）
- 木村剛（東京大学）
- 高阪勇輔（大阪公立大学）
- 戸川欣彦（大阪公立大学）
- 萩原政幸（大阪大学）
- 美藤正樹（九州工業大学）
- 松浦弘泰（東京大学）
- 吉澤大智（分子科学研究所）
- Javier Campo（Spain, Zaragoza University）
- Prasanna S. Ghalsasi（India, The Maharaja Sayajirao University of Baroda）
- Istvan Kezsmarki (University of Augsburg, Budapest University of Technology and Economics)
- Malcolm Kadodwala（The University of Glasgow）
- Dominique Luneau (Lyon University 1)
- Isabelle Gautier-Luneau (Neel Institute)
- Kseniya Maryunina（International Tomography Center SB RAS）
- Bertrand Menaert (Neel Institute)
- Igor Proskurin（University of Manitoba）
- Jatinder V. Yakhmi（India, Homi Bhabha National Institute）
- Julien Zaccaro (Neel Institute)

URA
- 三代川典史（広島大学 未来共創科学研究本部 研究戦略推進部門）
- 島原留美子（広島大学 未来共創科学研究本部 研究戦略推進部門 URA）

評価委員
- 秋光純（岡山大学 異分野基礎科学研究所／青山学院大学 名誉教授）
- 岩村秀（東京大学 名誉教授／九州大学名誉教授／分子科学研究所 名誉教授）
- 鳥養映子（山梨大学 名誉教授／KEK 高エネルギー加速器研究機構）
- Fernando Palacio（Spain, Zaragoza University）

シンボルマーク

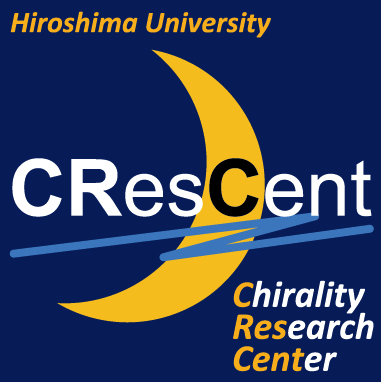
キラル国際研究拠点 のマーク

キラル国際研究拠点 Chirality Research Center (CResCent)　のシンボルマークは 略称、CResCentを三日月（Crescent Moon）で表現されたものである。